# Donatowo (województwo wielkopolskie)
Donatowo – wieś w Polsce położona w województwie wielkopolskim, w powiecie kościańskim, w gminie Czempiń.

## Historia
Miejscowość pierwotnie była związana z Wielkopolską. Istnieje co najmniej od drugiej połowy XIII wieku i ma średniowieczną metrykę. Po raz pierwszy w źródłach historycznych odnotowana została w łacińskim dokumencie z 1282 oblatowanym w 1619 według rękopisu z XV wieku jako „Donathowo”, 1296 (wg zachowanej kopii z 1304) „Donatowo”, 1346 (wg kopii XVII wiecznej) „Donatouo”, 1530 „Donatovo”.
Początkowo była własnością rycerską, a następnie duchowną, należącą do dominikanek poznańskich. W 1530 miejscowość leżała w powiecie kościańskim województwa poznańskiego w Koronie Królestwa Polskiego. W 1510 odnotowana w parafii Cerekwica.
Pierwszy związany zapis ze wsią pochodzi z kancelarii księcia wielkopolskiego oraz późniejszego króla Polski Przemysła II, który w dokumencie z 1282 oznajmiał, że synowie wojewody poznańskiego Przedpełka: Wincenty kanclerz księcia oraz jego bracia: Mikołaj sędzia ziemi poznańskiej oraz Mirosław podczaszy kaliski dali klasztorowi sióstr św. Dominika, który miał zostać założony w mieście Poznaniu, w zamian za duszę swego brata zmarłego Bodzęty m.in. dwie dziedziny: Donatowo oraz Grzymisław wraz z dobytkiem ruchomym. Książę Przemysł II zatwierdził tę darowiznę oraz nadał immunitet ekononomiczy i sądowy zezwalając na lokację wspomnianych dziedzin na prawie niemieckim lub innym. Kolejny dokument z 1296 (wg kopii z 1304) król polski Przemysł II zatwierdził nadanie kanclerza Wincentego oraz jego braci m.in. wsi Donatowo oraz Grzymisław dla klasztoru dominikanek poznańskich, wyliczając zwolnienia immunitetowe oraz zezwolił na lokacje wsi tegoż klasztoru na prawie niemieckim lub innym. Informacje o wspomnianych nadaniach polski historyk Jan Długosz podał pod datą 1295.
W 1346, według zachowanej kopii XVII wieku, król polski Kazimierz III Wielki na prośbę klasztoru św. Katarzyny w Poznaniu udzielił kmieciom w opuszczonej wówczas wsi Donatowo, tym którzy już zostali osadzeni lub zostaną osadzeni, zwolnienia od ciężarów królewskich na okres wolnizny od czynszu dla wspomnianego klasztoru. W 1365 król Kazimierz Wielki udzielił mieszkańcom wsi zwolnienia od wszystkich podatków, jak „od suche dni”, poradlnego, od wołowego, wieprzowego, od owiec i innych na okres 12 lat.
Dzięki zachowanej kopii z XVII wieku dokumentu powstałego w kancelarii klasztornej, który datowany był na 1366, znane są liczne szczegóły o miejscowości. Jadwiga przeorysza klasztoru dominikanek poznańskich sprzedała sołectwo w Donatowie opatrznym Maciejowi oraz Piotrowi w celu lokowania tej wsi na prawie niemieckim oraz na łanach magdeburskich. Sołtysi otrzymują za 6 grzywien dwa małe [[łanów|łany]], zezwolenie na karczmę oraz jatki: rzeźnicką, piekarską, szewską, krawiecką i kowalską, prawo hodowania kobył nieucznych (łac. „iumenta indomita”), owiec, ile zechcą, posiadania psów myśliwskich, krogulców i jastrzębi do polowania na ptaki. Zasadźcy w miejscowości otrzymali jezioro i łąkę koło jeziora pomiędzy źródłem i rowem; kmiecie otrzymali wolniznę na 12 lat. Mieli także płacić klasztorowi czynsz z łanu po dwie ćwiertnie pszenicy, 4 żyta, 4 owsa i po 5 skudów, ponadto z każdego łanu mieli dawać po 30 jaj i dwie kury, a także winni byli obsiewać dla klasztoru z każdego łanu po jednej ćwiertni na wiosnę, pod zasiewy jare, i tyleż na zimę, pod zasiewy ozime. Mieszkańcy byli natomiast zwolnieni od dawania wieprza; na trzy sądy w roku, a kmiecie mieli mają dawać 4 skudy za dwa obiady (łac. „prandia”), a sołtys trzy skudy za jeden obiad. W wypadku jeśli król wyruszy osobiście na wojnę, mieszkańcy mieli dać dwa achtele (w dokumencie po łacinie „octualia”) piwa. Sołtysi donatowscy byli zwolnieni od służby na koniu, lecz w przypadku przybycia przeoryszy do wsi, mieli dać achtel piwa. Otrzymali ponadto dwie wolne zagrody pomiędzy zagrodami klasztornymi, trzeci denar sądowy. zagrodnicy mieli płacić po trzy grosze czynszu i pracować dla klaszoru trzy dni w roku oraz dawać po dwie kury i 10 jaj. Sołtys wraz z kmieciami powinni ponadto przywozić czynsze do klasztoru w Poznaniu.
W 1425, według kopii z XVII wieku, Jadwiga przeorysza klasztoru św. Katarzyny w Poznaniu za zgodą i radą starosty babimojskiego Pietrasza Korzboka z Trzebawia, jako opiekuna klasztoru dla doprowadzenia wsi Donatowo do lepszego stanu wystawił braciom Piotrowi i Marcinowi, sołtysom w Donatowie nowy przywilej zgodnie ze starym przywilejem, jaki otrzymali dawni sołtysi zmarły Maciej i Piotr. Nowi sołtysi kupili dwa małe łany za 6 grzywien szer. groszy, ponadto rolę położoną pomiędzy błotem a granicą z wsią Turew za 2 grzywny. Otrzymali także od przeoryszy płosę (łac „arva”) na końcu wsi koło jeziora, dawną łąkę pomiędzy źródłem, a rowem a jeziorem, karczmę i dwie wolne zagrody, zezwolenie na budowę wiatraka, z którego mieli dawać klasztorowi co roku po dwa korczyki (łac. „coreti”) mąki pszennej. Inne dochody i przywileje sołtysów oraz powinności kmieci i zagrodników miały być takie jak w poprzednim dokumencie z 1366, z tym że sołtysi zamiast dostarczania piwa mieli dawać przeoryszy podwody, gdy przybędzie do wsi, a w wypadku wyprawy króla na wojnę kmiecie oprócz dwóch achteli piwa powinni dać jeden połeć mięsa, sołtys jeden achtel piwa. Do sołectwa miały także należeć wszystkie „curamenta et condonativa”, czyli „oboczne”.
W 1435 Mościc ze Stęszewa zapisał klasztorowi dominikanek zwanym, od swojej patronki św Katarzyny, katarzynkami z Poznania, dziedziczkom Donatowa, 100 grzywien na mieście Brodnicy. W 1510 pleban w Rąbiniu pobierał meszne we wsi Donatowo z 6 łanów osiadłych i dwóch łanów sołeckich. Miejscowy folwark nic mu nie płacił, ani nie dawał dziesięciny, a dawał ją tylko jeden zagrodnik w wysokości jednego grosza. W 1588, według zachowanej kopii z XVII wieku, opatrzny Jan syn zmarłego Mikołaja sołtysa we wsi Donatowo w asystencji swojego pana Baltazara Czackiego herbu herbu Świnka, zeznał w grodzie poznańskim, że kasuje postępowanie sądowe toczące się przed sądem ziemskim kościańskim z przeoryszą klasztoru dominikanek poznańskich Dorotą, dziedziczek wsi Donatowo o pozbawienie go sołectwa we wsi.
Wskutek II rozbioru Polski w 1793, miejscowość przeszła pod władanie Prus i jak cała Wielkopolska znalazła się w zaborze pruskim. W okresie Wielkiego Księstwa Poznańskiego (1815-1848) miejscowość wzmiankowana jako Donatowo należała do wsi większych w ówczesnym pruskim powiecie Kosten rejencji poznańskiej. Donatowo należało do majątku Jerka, którego właścicielem był wówczas (1846) rząd pruski w Berlinie (w Jerce znajdował się urząd pruski). W skład majątku Jerka wchodziło łącznie 16 wsi. Według spisu urzędowego z 1837 roku Donatowo liczyło 291 mieszkańców, którzy zamieszkiwali 39 dymów (domostw).
W latach 1975–1998 miejscowość administracyjnie należała do województwa poznańskiego.